# Manawa
Manawa est une ville américaine située dans le comté de Waupaca dans l’État du Wisconsin.

## Traduction
- (en) Cet article est partiellement ou en totalité issu de l’article de Wikipédia en anglais intitulé « Manawa, Wisconsin » (voir la liste des auteurs).